# Lijst van olympische records atletiek
Hieronder volgt een overzicht van de olympische records in de atletiek.

## Mannen

### Loopnummers
| Discipline          | Jaar, locatie         | Atleet | Atleet                                                     | Tijd     |
| ------------------- | --------------------- | ------ | ---------------------------------------------------------- | -------- |
| 100 m               | 2012 - Londen         | JAM    | Usain Bolt                                                 | 9,63 s   |
| 200 m               | 2008 - Peking         | JAM    | Usain Bolt                                                 | 19,30 s  |
| 400 m               | 2016 - Rio de Janeiro | RSA    | Wayde van Niekerk                                          | 43,03 s  |
| 800 m               | 2012 - Londen         | KEN    | David Rudisha                                              | 1.40,91  |
| 1500 m              | 2024 - Parijs         | USA    | Cole Hocker                                                | 3.27,65  |
| 5000 m              | 2008 - Peking         | ETH    | Kenenisa Bekele                                            | 12.57,82 |
| 10.000 m            | 2024 - Parijs         | UGA    | Joshua Cheptegei                                           | 26.43,14 |
| 4 x 100 m estafette | 2012 - Londen         | JAM    | Nesta Carter Michael Frater Yohan Blake Usain Bolt         | 36,84 s  |
| 4 x 400 m estafette | 2008 - Peking         | USA    | LaShawn Merritt Angelo Taylor David Neville Jeremy Wariner | 2.55,39  |
| Marathon            | 2024 - Parijs         | 🇪🇹ETH  | Tamirat Tola                                               | 2.06,26  |
| 110 m horden        | 2004 - Athene         | CHN    | Liu Xiang                                                  | 12,91 s  |
| 400 m horden        | 2020 - Tokio          | NOR    | Karsten Warholm                                            | 45,94 s  |
| 3000 m steeple      | 2016 - Rio de Janeiro | KEN    | Conseslus Kipruto                                          | 8.03,28  |
| 20 km snelwandelen  | 2012 - Londen         | CHN    | Chen Ding                                                  | 1:18.46  |
| 50 km snelwandelen  | 2012 - Londen         | AUS    | Jared Tallent                                              | 3:36.53  |

### Springnummers
| Discipline           | Jaar, locatie  | Atleet | Atleet           | Afstand/hoogte |
| -------------------- | -------------- | ------ | ---------------- | -------------- |
| Hoogspringen         | 1996 - Atlanta | USA    | Charles Austin   | 2,39 m         |
| Verspringen          | 1968 - Mexico  | USA    | Bob Beamon       | 8,90 m         |
| Hink-stap-springen   | 1996 - Atlanta | USA    | Kenny Harrison   | 18,09 m        |
| Polsstokhoogspringen | 2024 - Parijs  | SWE    | Armand Duplantis | 6,25 m         |

### Werpnummers
| Discipline     | Jaar, locatie | Atleet | Atleet          | Afstand |
| -------------- | ------------- | ------ | --------------- | ------- |
| Kogelstoten    | 2020 - Tokio  | USA    | Ryan Crouser    | 23,30 m |
| Discuswerpen   | 2024 - Parijs | JAM    | Rojé Stona      | 70,00 m |
| Kogelslingeren | 1988 - Seoel  | URS    | Sergej Litvinov | 84,80 m |
| Speerwerpen    | 2024 - Parijs | 🇵🇰PAK  | Arshad Nadeem   | 92,97 m |

### Meerkamp
| Discipline | Jaar, locatie | Atleet | Atleet        | Punten |
| ---------- | ------------- | ------ | ------------- | ------ |
| Tienkamp   | 2020 - Tokio  | CAN    | Damian Warner | 9018 p |

## Vrouwen

### Loopnummers
| Discipline         | Jaar, locatie         | Atleet | Atleet                                                        | Tijd     |
| ------------------ | --------------------- | ------ | ------------------------------------------------------------- | -------- |
| 100 m              | 2020 - Tokio          | JAM    | Elaine Thompson-Herah                                         | 10,61 s  |
| 200 m              | 1988 - Seoel          | USA    | Florence Griffith-Joyner                                      | 21,34 s  |
| 400 m              | 2024 - Parijs         | DOM    | Marileidy Paulino                                             | 48,17 s  |
| 800 m              | 1980 - Moskou         | URS    | Nadezjda Olizarenko                                           | 1.53,43  |
| 1500 m             | 2024 - Parijs         | KEN    | Faith Chepngetich Kipyegon                                    | 3.51,29  |
| 5000 m             | 2016 - Rio de Janerio | KEN    | Vivian Cheruiyot                                              | 14.26,17 |
| 10.000 m           | 2016 - Rio de Janeiro | ETH    | Almaz Ayana                                                   | 29.17,45 |
| 4x100 m estafette  | 2012 - Londen         | USA    | Tianna Madison Allyson Felix Bianca Knight Carmelita Jeter    | 40,82 s  |
| 4x400 m estafette  | 1988 - Seoel          | URS    | Tatjana Ledovskaja Olga Nazarova Maria Pinigina Olga Bryzgina | 3.15,17  |
| Marathon           | 2024 - Parijs         | NED    | Sifan Hassan                                                  | 2:22.55  |
| 100 m horden       | 2020 - Tokio          | PUR    | Jasmine Camacho-Quinn                                         | 12,26 s  |
| 400 m horden       | 2024 - Parijs         | USA    | Sydney McLaughlin                                             | 50,37 s  |
| 3000 m steeple     | 2024 - Parijs         | BRN    | Winfred Yavi                                                  | 8.52,76  |
| 20 km snelwandelen | 2008 - Peking         | RUS    | Olga Kaniskina                                                | 1:26.31  |

### Springnummers
| Discipline           | Jaar, locatie | Atleet | Atleet               | Afstand/hoogte |
| -------------------- | ------------- | ------ | -------------------- | -------------- |
| Hoogspringen         | 2004 - Athene | RUS    | Jelena Slesarenko    | 2,06 m         |
| Verspringen          | 1988 - Seoel  | USA    | Jackie Joyner-Kersee | 7,40 m         |
| Hink-stap-springen   | 2020 - Tokio  | VEN    | Yulimar Rojas        | 15,67 m        |
| Polsstokhoogspringen | 2008 - Peking | RUS    | Jelena Isinbajeva    | 5,05 m         |

### Werpnummers
| Discipline     | Jaar, locatie         | Atleet | Atleet            | Afstand |
| -------------- | --------------------- | ------ | ----------------- | ------- |
| Kogelstoten    | 1980 - Moskou         | GDR    | Ilona Slupianek   | 22,41 m |
| Discuswerpen   | 1988 - Seoel          | GDR    | Martina Hellmann  | 72,30 m |
| Kogelslingeren | 2016 - Rio de Janeiro | POL    | Anita Włodarczyk  | 82,29 m |
| Speerwerpen    | 2004 - Athene         | CUB    | Osleidys Menéndez | 71,53 m |

### Meerkamp
| Discipline | Jaar, locatie | Atleet | Atleet               | Punten |
| ---------- | ------------- | ------ | -------------------- | ------ |
| Zevenkamp  | 1988 - Seoel  | USA    | Jackie Joyner-Kersee | 7291 p |